# خوسيه مارتينيز (لاعب كرة طائرة)
خوسيه مارتينيز (23 يناير 1993 - ) (بالإسبانية: José Martínez)‏ هو لاعب كرة طائرة المكسيك. شارك في الكرة الطائرة في الألعاب الأولمبية الصيفية 2016.

## وصلات خارجية
- خوسيه مارتينيز (لاعب كرة طائرة) على موقع أوليمبيديا (الإنجليزية)